# دوري غويانا الفرنسية لكرة القدم
دوري غويانا الفرنسية لكرة القدم هو الدوري الوطني لكرة القدم في غويانا الفرنسية .البطل الحالي هو نادي ماتوري.